# خليج كاتانيا

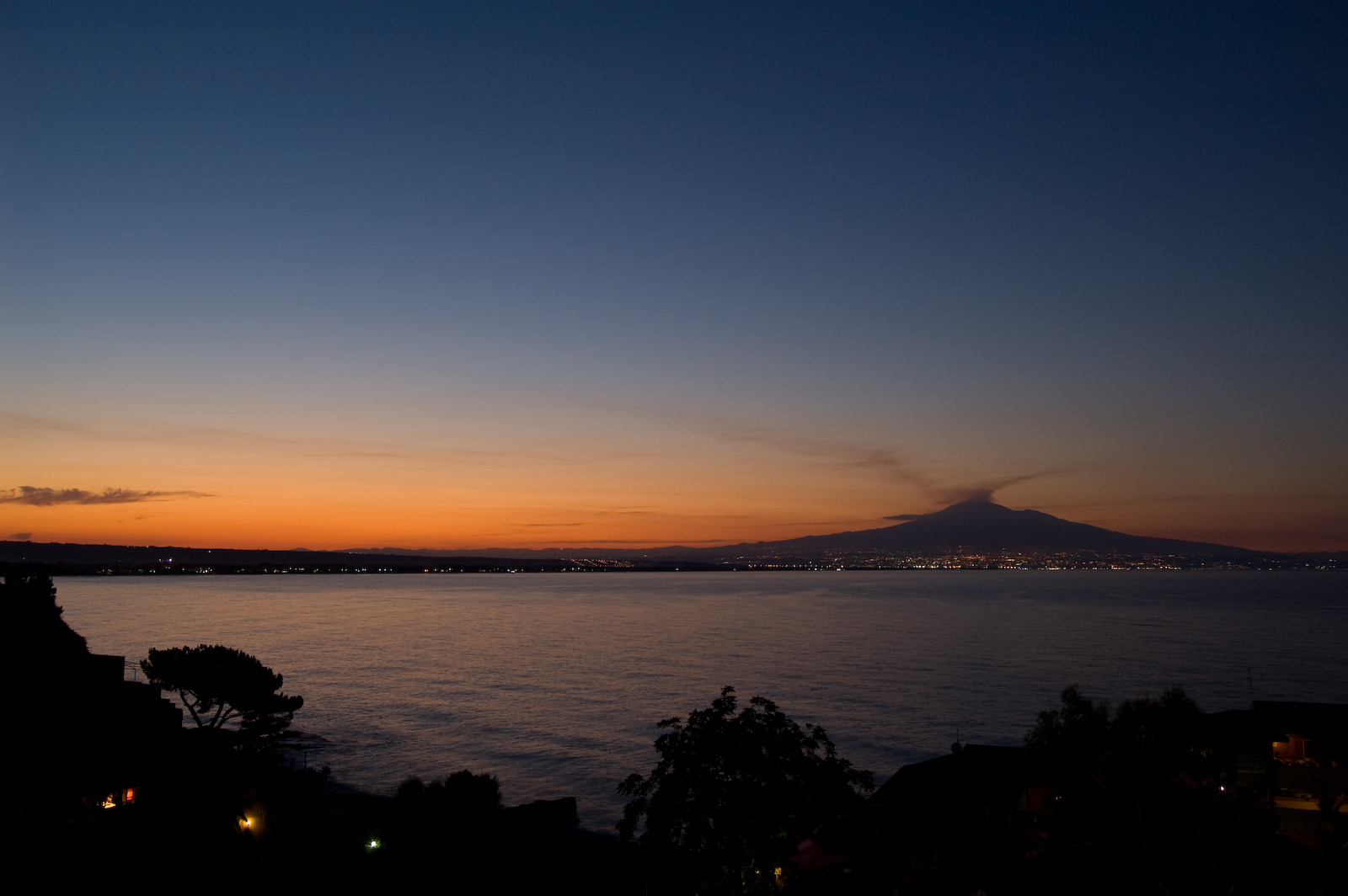

خليج كاتانيا (بالإنجليزية: Gulf of Catania، بالإيطالية: Golfo di Catania) هو مدخل البحر الأيوني على الساحل الشرقي لجزيرة صقلية الواقعة جنوب إيطاليا وشمال البحر المتوسط.
يبلغ طول الخليج حوالي عشرين ميلًا (أو اثنين وثلاثين كيلو مترًا)، فيما يبغ عرض الخليج خمسة أميال (ثمانية كيلومترات)، الخليج يقع بين بلدة كيب كامبولاتو إلى الجنوب، وبلدة كيب موليني إلى الشمال. الخليج أقرب مايكون من جبل إتنا، ونهر سيميتو الذي يمتد إلى ما دون مدينة كاتانيا.